# Tipula lunata
Tipula lunata là một loài ruồi hạc phân bố rộng khắp miền Cổ bắc.